# Hofmark Berngau
Die Hofmark Berngau war eine kaiserliche Hofmark  in Berngau im heutigen Landkreis Neumarkt in der Oberpfalz.

## Geschichte
Im Jahr 1142 erfolgte die erste urkundliche Erwähnung von Berngau. Der Ort war seit dem 12. Jahrhundert Mittelpunkt eines Reichsgut-Komplexes und bis in das 17. Jahrhundert eine sogenannte kaiserliche Hofmark, die sich seit spätestens 1280 im Besitz der Wittelsbacher befand. Der spätere Kaiser Ludwig der Bayer übertrug 1315 das Patronatsrecht über die Pfarrkirche an das Zisterzienser-Kloster Waldsassen. Die Rolle Berngaus als Sitz eines kaiserlichen Amtes wurde bald von Neumarkt übernommen.